# Ian Hamilton
William Ian Hamilton assina como Ian Hamilton (Chirk, 24 de maio de 1946) é um escritor canadense nascido no País de Gales, do gênero thriller de ação. Ele é ex-jornalista e ex-funcionário público.
Hamilton é o autor da série de romances de ação da personagem Ava Lee. Os livros dele foram publicados em sete idiomas e em mais de vinte países. Eles fizeram parte de várias listas de best-sellers.

## Biografia
Hamilton nasceu em Chirk, País de Gales. Sua educação inicial foi na Escócia, e o restante e maior parte no Canadá. Ele teve uma série de carreiras ao longo de sua vida, de jornalista a diplomata, mas foi com um susto de saúde que ele se sentou para escrever seu primeiro romance. Sobre isso ele relata:
Lá estou eu, estamos no meio da noite, estou remediado até os olhos e estou ouvindo barulhos e alucinado com todas essas coisas. Isso me assustou profundamente. Pensei: "Vou morrer e não fiz nada. Não fiz as coisas que eu realmente queria fazer". No topo da lista estava escrever um livro.
Ele trabalhou nos jornais Calgary Albertan e Calgary Herald. Ele também trabalhou em órgãos do governo canadense, deixou o governo para abrir um negócio e dirigiu várias empresas do setor de frutos do mar em que ele trabalhou em mais de 30 países.
Ele mora em Burlington, Ontário no Canadá, com sua esposa, Lorraine. Ele tem quatro filhos e sete netos.

### Carreira literária
Hamilton é mais conhecido por sua série de livros de ficção apresentando a caçadora de recompensas Ava Lee, que são baseados em parte em suas experiências em vários países ao redor do mundo, particularmente no sudeste da Ásia.
Ava Lee é uma personagem nascida na China, mas que foi criada no Canadá, onde estudou e concluiu sua graduação como contadora, ela é perita em artes marciais e é homossexual.
Os livros dele ganharam ou foram selecionados para vários prêmios, incluindo o Arthur Ellis, o Barry Award e o Lambda Literary Award, e foram escolhidos como livros do ano pela Amazon. A BBC Culture recentemente escolheu Ian como um dos dez escritores de mistério/thriller dos últimos trinta anos, que você deveria ter em sua estante.

### Série Ava Lee
- The Water Rat of Wanchai (2011) O Rato de Wanchai (Benvirá, 2012)
- The Disciple of Las Vegas (2011) O Discípulo de Las Vegas (Benvirá, 2012)
- The Wild Beasts of Wuhan (2011)
- The Red Pole of Macau (2012)
- The Scottish Banker of Surabaya (2013)
- The Dragon Head of Hong Kong (novela) (2013)
- The Two Sisters of Borneo (2014)
- The King of Shanghai (2014)
- The Princeling of Nanjing (2015)
- The Couturier of Milan (2017)
- The Imam of Tawi-Tawi (2018)
- The Goddess of Yantai (2018)
- The Mountain Master of Sha Tin (2019)
- The Diamond Queen of Singapore (2020)
- The Sultan of Sarawak (2022)
- The General of Tiananmen Square (2023)
- The Fury of Beijing (2024)

### Série do Tio Chow Tung
- Fate: An Uncle Chow Tung Novel (2019)
- Foresight: The Lost Decades of Uncle Chow Tung (2020)
- Fortune: The Lost Decades of Uncle Chow Tung (2021)
- Finale: The Lost Decades of Uncle Chow Tung (2022)